# Kaliforniennebulosan
Kaliforniennebulosan, också känd som NGC 1499 eller Sharpless 220, är en emissionsnebulosa belägen i stjärnbilden Perseus. Den upptäcktes av E.E. Barnard 1884.
Nebulosan är uppkallad efter den amerikanska delstaten Kalifornien på grund av dess form som liknar delstatens kontur. Den sträcker sig över ungefär 2,5 grader på himlen, vilket motsvarar omkring 100 ljusår i diameter, baserat på dess uppskattade avstånd på cirka 1 000 ljusår från jorden.
Kaliforniennebulosan är ett aktivt stjärnbildningsområde där nya stjärnor föds ur moln av gas och stoft. Den lyser huvudsakligen på grund av joniserad vätgas (HII-regioner) som exciteras av strålning från heta, unga stjärnor i nebulosan, främst Xi Persei (också känd som Menkib), en blå jättestjärna av spektralklass O.
Nebulosan har en relativt låg ytljusstyrka jämfört med andra kända nebulosor som Orionnebulosan, vilket gör den svårare att observera visuellt. Dess röda färg kommer från vätgasens karakteristiska H-alfa-emission vid en våglängd av 656,28 nm.
Kaliforniennebulosan är ett populärt mål för astrofotografer på grund av dess distinkta form och färg. För att fånga nebulosan krävs vanligtvis långexponeringar och smalbandsfilter (särskilt ett H-alfa-filter) för att framhäva de röda vätgasemissionerna mot den mörkare bakgrundshimlen.